# Etron Fou Leloublan
Etron Fou Leloublan, connu aussi comme EFL, est un groupe de rock français. Il est formé en 1973 par l'acteur et saxophoniste Chris Chanet. Ils comptent cinq albums studio entre 1976 et 1985, et un album live enregistré en 1979 durant une tournée aux États-Unis. Etron Fou Leloublan est l'un des cinq groupes originaux à participer au premier festival Rock in Opposition à Londres en mars 1978.
Le style musical d'Etron Fou Leloublan est décrit comme un mélange de punk rock, de jazz, de music hall français, de comédie satirique et de « grabuge avant-gardiste ».

## Biographie
Etron Fou Leloublan s'appelait à l'origine Etron Fou. C'était un trio comprenant le chanteur et saxophoniste Chris Chanet (aussi appelé Eulalie Ruynat) Claude Achard (orgue) et Guigou Chenevier (batterie, percussion). Leur premier concert eut lieu le 27 décembre 1973 en ouverture de Magma,. Achard quitta le groupe, Chris et Guigou continuèrent un temps leur chemin à deux, puis Hervé Richard, dit Ferdinand Richard (guitare basse électrique) se joignit à eux. Etron Fou continua à produire une alternative musicale viable, à la fois au rock'n'roll et au free jazz français, qui stagnaient à cette époque. En novembre 1976, ils prirent le nom d'Etron Fou Leloublan et enregistrèrent leur premier album, Batelages (1977). Chanet quitta le groupe avant la sortie de l'album.
Vers la fin de 1977, Francis Grand remplace Chanet au saxophone jusqu'en janvier 1978 et le trio enregistre son second album, Les Trois fous perdégagnent (au pays des…). En mars 1978, à l'invitation du groupe de Rock progressif anglais Henry Cow, Etron Fou Leloublan rejoint Rock in Opposition (RIO) et participe au premier festival RIO à Londres avec quatre autres groupes. Gérard Bôle du Chaumont remplace alors Francis Grand au saxophone alto. Ils jouent aussi au second festival RIO à Milan en avril 1979. En novembre 1979, Etron Fou Leloublan fait une tournée aux États-Unis, (Bernard Mathieu ayant remplacé Gérard Bôle du Chaumont au saxophone ténor et soprano) et joue notamment au Squat Club à New York et au Trinity College à Hartford, Connecticut, ce qui donne l'album, En Public aux États-Unis d'Amérique.
Etron Fou Leloublan devient un quartette en 1980 avec Bernard Mathieu avec l'arrivée de la multi-instrumentiste et chanteuse Jo Thirion. Au milieu des années 1980, le groupe enregistre avec l'ex-guitariste de Henry Cow, Fred Frith en France et en Suisse, et apparaît sur une face de l'album solo de Frith en 1981, Speechless. Frith produit l'album suivant d'Etron Fou Leloublan, Les Poumons Gonflés (1982), sur lequel il joue du violon et de la guitare sur deux morceaux. Pour leur cinquième album, Les Sillons de la Terre (1984), le saxophoniste change à nouveau, Bruno Meillier remplaçant Bernard Mathieu.
Etron Fou Leloublan enregistre son dernier album, Face aux éléments déchaînés en août 1985 en tant que trio (Richard, Thirion et Chenevier), en laissant vacant le rôle du saxophoniste. Frith produit l'album et joue sur quatre titres. Le groupe se sépare en 1986.

## Membres
- Ferdinand Richard – guitare basse, chant
- Guigou Chenevier – batterie, percussions
- Chris Chanet (Eulalie Ruynat) – saxophone, chant (1973–1976)
- Francis Grand – saxophone (1976-1978)
- Gérard Bôle du Chaumont - saxophone alto (1978-1979)
- Bernard Mathieu – saxophone (1979–1982)
- Jo Thirion – orgue, piano, trompette (1980–1985)
- Bruno Meillier – saxophone (1982)

## Discographie

### Albums studio
- 1977 : Batelages (Gratte-Ciel)
- 1978 : Les Trois fous perdégagnent (Au pays des…) (Tapioca)
- 1982 : Les Poumons gonflés (Turbo)
- 1984 : Les Sillons de la Terre (Le Chant du Monde)
- 1985 : Face aux éléments déchaînés (RecRec Music)

### Albums live
- 1979 : En public aux États-Unis d'Amérique (Celluloid Records)
- 2010 : À Prague (Gazul)

### Compilations
- 1991 : 43 Songs (coffret 3 CD, Baillemont) – comprend tous les albums studio

### Participations
- 1980 : Miniatures· 51 Tiny Masterpieces Edited By Morgan Fisher
- 1981 : Speechless de Fred Frith (1981, LP, Ralph Records)